# Elezioni regionali in Molise del 1995
Le elezioni regionali italiane del 1995 in Molise si sono tenute il 23 aprile. Esse hanno visto la vittoria del presidente uscente Marcello Veneziale, sostenuto dal centro-sinistra, che ha sconfitto, con meno di un punto percentuale di vantaggio, il candidato del Polo, Quintino Vincenzo Pallante. Ci saranno poi vari ribaltoni fino al 2000.

## Affluenza
Il corpo elettorale per le elezioni del 23 aprile 1995 risultava composto da 318.785 elettori. Alla chiusura dei seggi l'affluenza definitiva si è attestata al 72,20%, in calo rispetto al 1990 del 4,54%.
| Provincia  | Affluenza | Variazione |
| ---------- | --------- | ---------- |
| Molise     | 72,20%    | 4,54%      |
| Campobasso | 72,86%    | 4,54%      |
| Isernia    | 70,52%    | 4,58%      |

## Risultati
|                                      | Marcello Veneziale (Molise Democratico Popolare) ✔️ Presidente | 103 226                              | 50,46 | Partito Democratico della Sinistra | 38 102  | 20,13 | 5  |  |  |
| Popolari                             | Marcello Veneziale (Molise Democratico Popolare) ✔️ Presidente | 103 226                              | 50,46 | 20 759                             | 10,97   | 3     |    |  |  |
| Patto dei Democratici                | Marcello Veneziale (Molise Democratico Popolare) ✔️ Presidente | 103 226                              | 50,46 | 17 479                             | 9,24    | 2     |    |  |  |
| Partito della Rifondazione Comunista | Marcello Veneziale (Molise Democratico Popolare) ✔️ Presidente | 103 226                              | 50,46 | 13 259                             | 7,01    | 2     |    |  |  |
| Federazione dei Verdi                | Marcello Veneziale (Molise Democratico Popolare) ✔️ Presidente | 103 226                              | 50,46 | 2 919                              | 1,54    | –     |    |  |  |
| Seggi assegnati alla lista regionale | Seggi assegnati alla lista regionale                           | Seggi assegnati alla lista regionale | 50,46 | 6                                  |         |       |    |  |  |
|                                      | Quintino Vincenzo Pallante (FI-PP - AN - CCD - PPP)            | 101 348                              | 49,54 | Forza Italia - Il Polo Popolare    | 37 132  | 19,62 | 5  |  |  |
| Alleanza Nazionale                   | Quintino Vincenzo Pallante (FI-PP - AN - CCD - PPP)            | 101 348                              | 49,54 | 32 603                             | 17,23   | 4     |    |  |  |
| Centro Cristiano Democratico         | Quintino Vincenzo Pallante (FI-PP - AN - CCD - PPP)            | 101 348                              | 49,54 | 21 380                             | 11,30   | 2     |    |  |  |
| Partito Popolare Progressista        | Quintino Vincenzo Pallante (FI-PP - AN - CCD - PPP)            | 101 348                              | 49,54 | 5 611                              | 2,96    | 1     |    |  |  |
| Totale                               | Totale                                                         | 204 574                              | 100   |                                    | 189 244 | 100   | 30 |  |  |
|                                      |                                                                |                                      |       |                                    |         |       |    |  |  |
| Schede bianche                       | Schede bianche                                                 | 15 329                               | 6,66  |                                    |         |       |    |  |  |
| Schede nulle                         | Schede nulle                                                   | 25 575                               | 11,11 |                                    |         |       |    |  |  |
| Votanti                              | Votanti                                                        | 230 149                              | 72,20 |                                    |         |       |    |  |  |
| Elettori                             | Elettori                                                       | 318 785                              |       |                                    |         |       |    |  |  |
|                                      |                                                                |                                      |       |                                    |         |       |    |  |  |
| Fonte: Ministero dell'interno        |                                                                |                                      |       |                                    |         |       |    |  |  |

## Consiglieri eletti
| Collegio           | Lista                                | Eletto                                  | Preferenze |
| ------------------ | ------------------------------------ | --------------------------------------- | ---------- |
| Collegio regionale | Molise Democratico Popolare          | Marcello Veneziale                      |            |
| Collegio regionale | Molise Democratico Popolare          | Maria Angela Astore in Palmieri         |            |
| Collegio regionale | Molise Democratico Popolare          | Sabrina De Camillis in Venditti         |            |
| Collegio regionale | Molise Democratico Popolare          | Alfonso Di Iorio                        |            |
| Collegio regionale | Molise Democratico Popolare          | Roberto Ruta                            |            |
| Collegio regionale | Molise Democratico Popolare          | Eduardo Sassi                           |            |
| Collegio regionale | FI-PP-CCD-AN-P.CRIST                 | Quintino Vincenzo Pallante              |            |
| Campobasso         | Forza Italia - Il Polo Popolare      | Remo Di Giandomenico                    | 2.635      |
| Campobasso         | Forza Italia - Il Polo Popolare      | Tommaso Di Domenico                     | 2.502      |
| Campobasso         | Forza Italia - Il Polo Popolare      | Nicola Iacobacci                        | 2.292      |
| Campobasso         | Forza Italia - Il Polo Popolare      | Rosario De Matteis                      | 2.243      |
| Campobasso         | Alleanza Nazionale                   | Massimo Torraco                         | 1.998      |
| Campobasso         | Alleanza Nazionale                   | Angiolina Fusco Perrella                | 1.728      |
| Campobasso         | Alleanza Nazionale                   | Isabella Beccia                         | 1.155      |
| Campobasso         | Centro Cristiano Democratico         | Luigi Di Bartolomeo                     | 2.017      |
| Campobasso         | Centro Cristiano Democratico         | Nicolino Colalillo                      | 1.984      |
| Campobasso         | Partito Popolare Progressista        | Tonino Martino                          | 1.183      |
| Campobasso         | Partito Democratico della Sinistra   | Nicola D'Ascanio                        | 2.196      |
| Campobasso         | Partito Democratico della Sinistra   | Pasquale Di Lena                        | 1.883      |
| Campobasso         | Partito Democratico della Sinistra   | Antonio D'Ambrosio                      | 1.748      |
| Campobasso         | Partito Democratico della Sinistra   | Angelo Raffaele Pio Giuseppe Di Stefano | 1.473      |
| Campobasso         | Patto dei Democratici                | Luigi Pardo Terzano                     | 2.010      |
| Campobasso         | Patto dei Democratici                | Giovanni Emilio Giorgetta               | 1.440      |
| Campobasso         | Partito della Rifondazione Comunista | Michele Antonio Giambarba               | 786        |
| Campobasso         | Partito della Rifondazione Comunista | Italo Di Sabato                         | 764        |
| Campobasso         | Popolari                             | Giuseppe Astore                         | 1.939      |
| Isernia            | Popolari                             | Aldo Patriciello                        | 3.366      |
| Isernia            | Popolari                             | Angelo Michele Iorio                    | 3.199      |
| Isernia            | Partito Democratico della Sinistra   | Fiorenzo Anniballe                      | 2.002      |
| Isernia            | Alleanza Nazionale                   | Giovanni D'Uva                          | 2.327      |
| Isernia            | Forza Italia - Il Polo Popolare      | Emilio Orlando                          | 1.792      |